# Soudan aux Jeux olympiques
Le Soudan participe aux Jeux olympiques depuis les Jeux olympiques d'été de 1960 à Rome. Il n'a pas participé aux Jeux de 1964, et a participé au boycott africain des Jeux de 1976 ainsi qu'au boycott mené par les États-Unis des Jeux de 1980. Aucun sportif soudanais n'a été aligné lors des Jeux olympiques d'hiver. 
L'athlète Ismail Ahmed Ismail est le seul médaillé olympique soudanais : il a remporté la médaille d'argent du 800 mètres aux Jeux olympiques d'été de 2008 à Pékin.
Les sportifs soudanais peuvent participer aux Jeux grâce au comité olympique soudanais, créé en 1956 et reconnu en 1959 par le comité international olympique, qui sélectionne les sportifs pouvant concourir aux Jeux.